# جيوفري س. سميث
جيوفري س. سميث (بالإنجليزية: Geoffrey C. Smith)‏ هو نحات أمريكي، ولد في 1961.